# Dálnice v Litvě

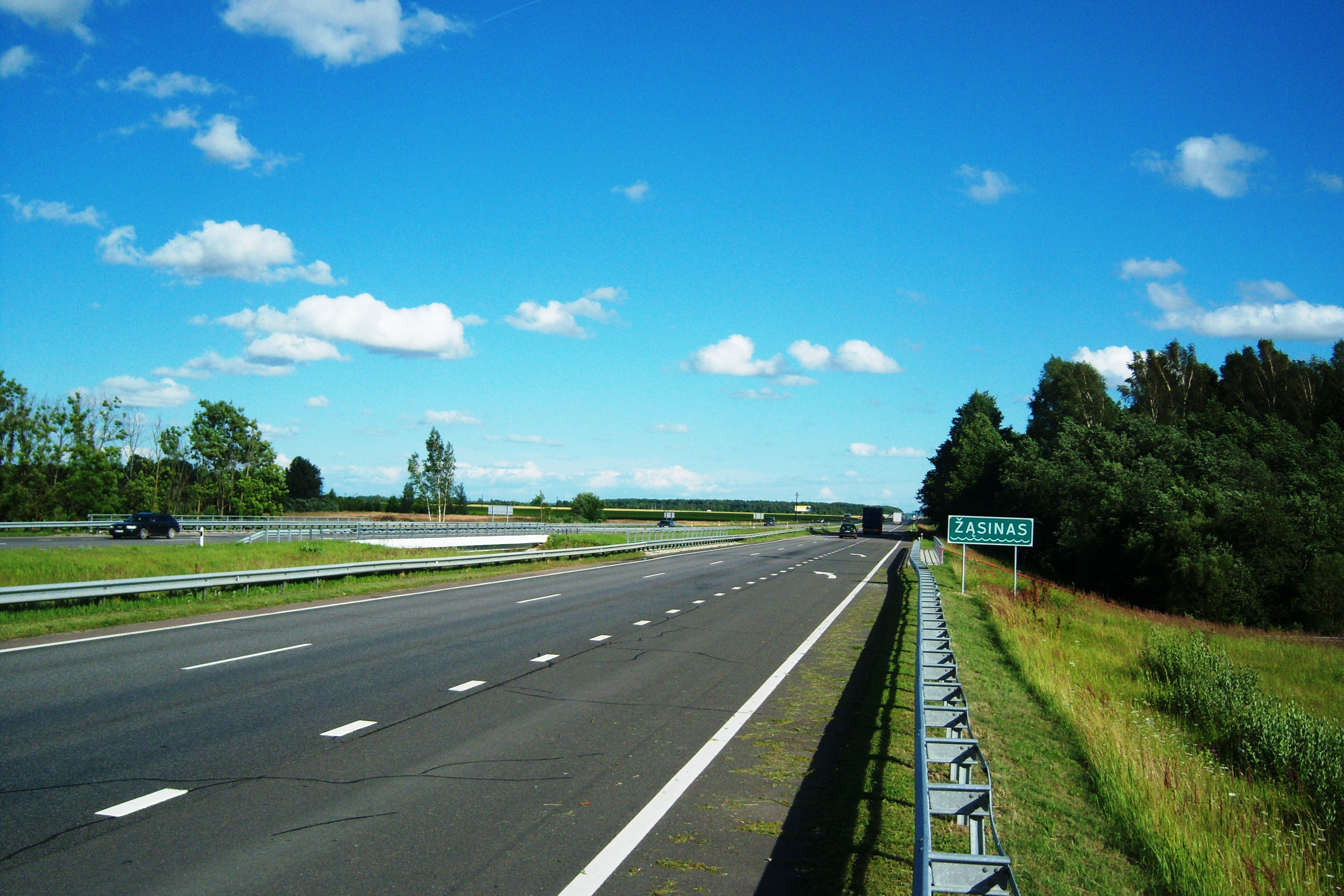
Litevská dálnice A1, 10 km SZ od Babtů

Litva má velice malou dálniční síť, tedy úseků dálnic které odpovídají evropským klasifikacím pro dálnici, tedy se tu nacházejí jednoúrovňové křižovatky nebo se jedná jen o dvouproudové silnice. V současné době částečně charakteristikám dálnice odpovídají pouze A1 a A2, podstatně méně ještě A13, která je ve výstavbě a charakteristikám dálnice se začíná postupně stále více blížit. Ostatní odpovídají přibližně charakteristikám rychlostní silnice (některé v některých úsecích ani těm ne). Všechny ostatní dálnice v Litvě jsou tedy buď ve výstavbě nebo jen plánované přebudovat na dálnici. Maximální povolená rychlost na dálnicích v Litvě je pro osobní automobily v letním období mimo obce 130 km/hod, v zimním období mimo obce 110 km/hod, v obci 80 km/hod. Litevské dálnice jsou zdarma pro vozidla do 3,5 tuny, pro těžší funguje v Litvě mýtný systém. Litva tvoří významnou spojnici mezi Pobaltím a zbytkem Evropy. 

## Historie výstavby dálnic
První dálnice v Litvě byla otevřena 3. listopadu 1970 jako dálnice Vilnius – Kaunas, v té době jedna z nejmodernějších na území SSSR. Úsek Kaunas – Klaipėda byl otevřen 1. září 1987. V současné době má Litva propojení největších měst, síť dálnic se však zatím nemůže rovnat západním státům.

## Seznam dálnic
Dálnice jsou v Litvě značeny písmenem A (autostrada - litevsky dálnice)

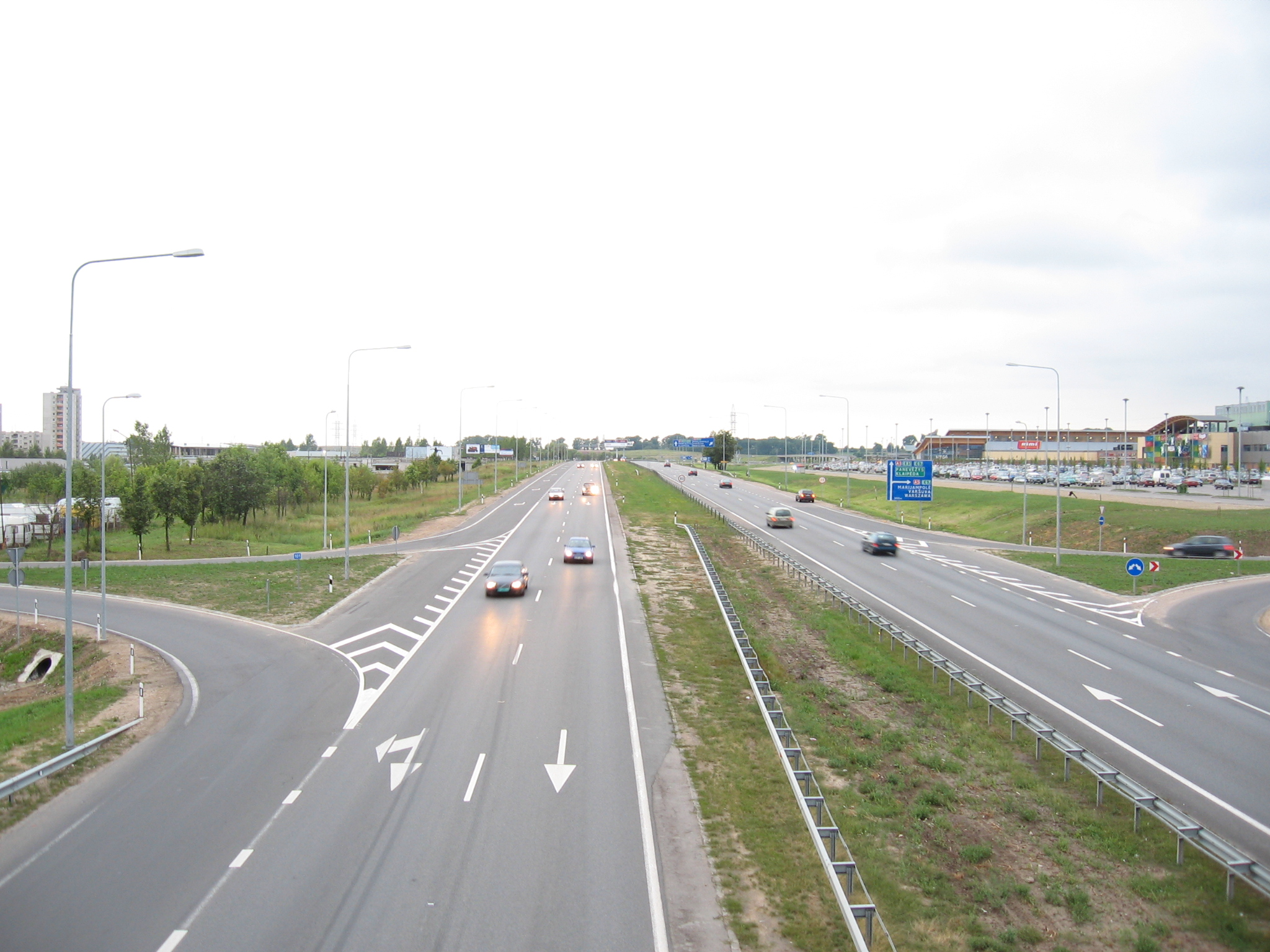
Dálnice A1 v úseku Kaunas - Klaipėda

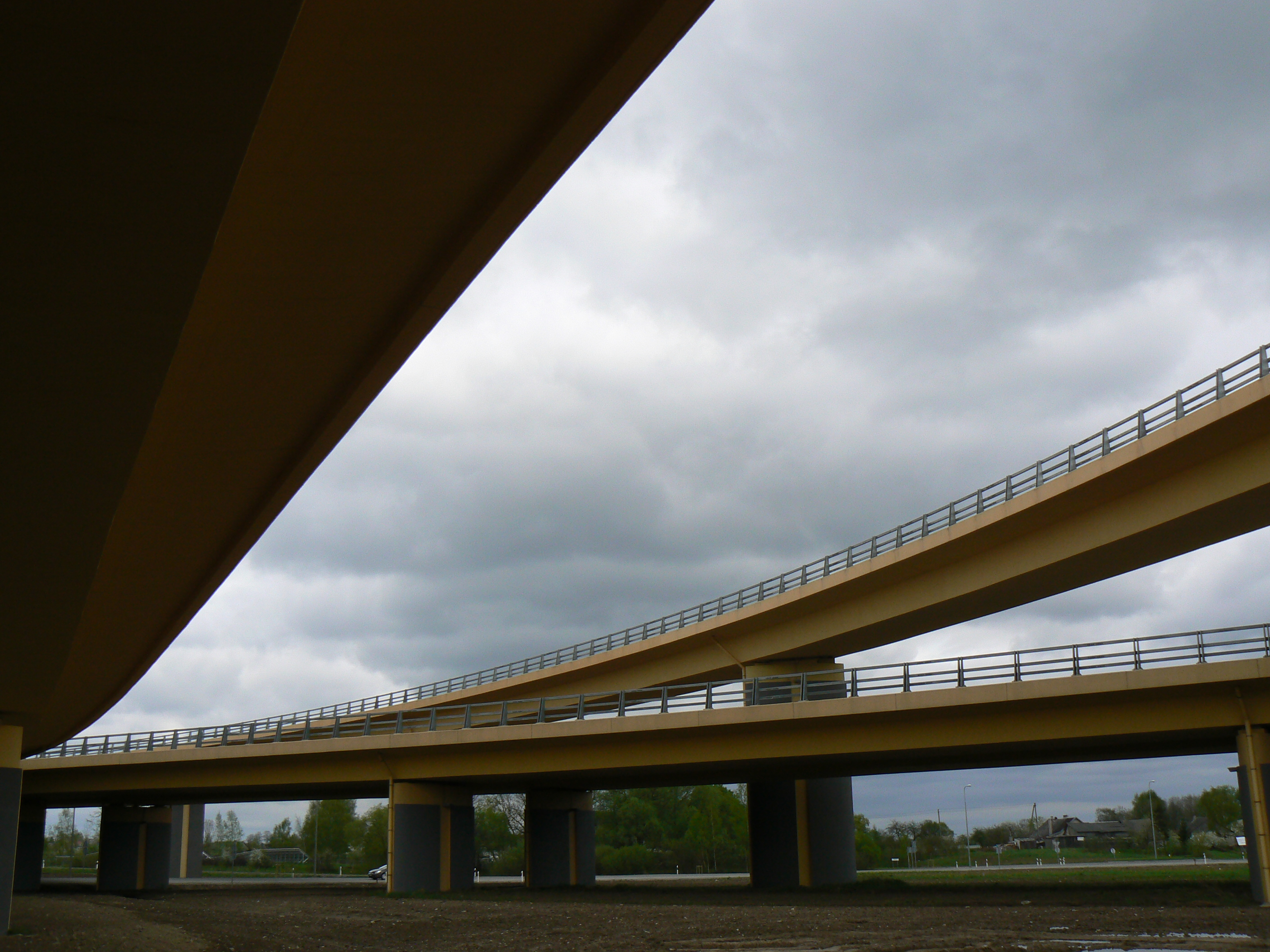
MÚ křižovatka dálnice A1 s rychlostní silnicí A13

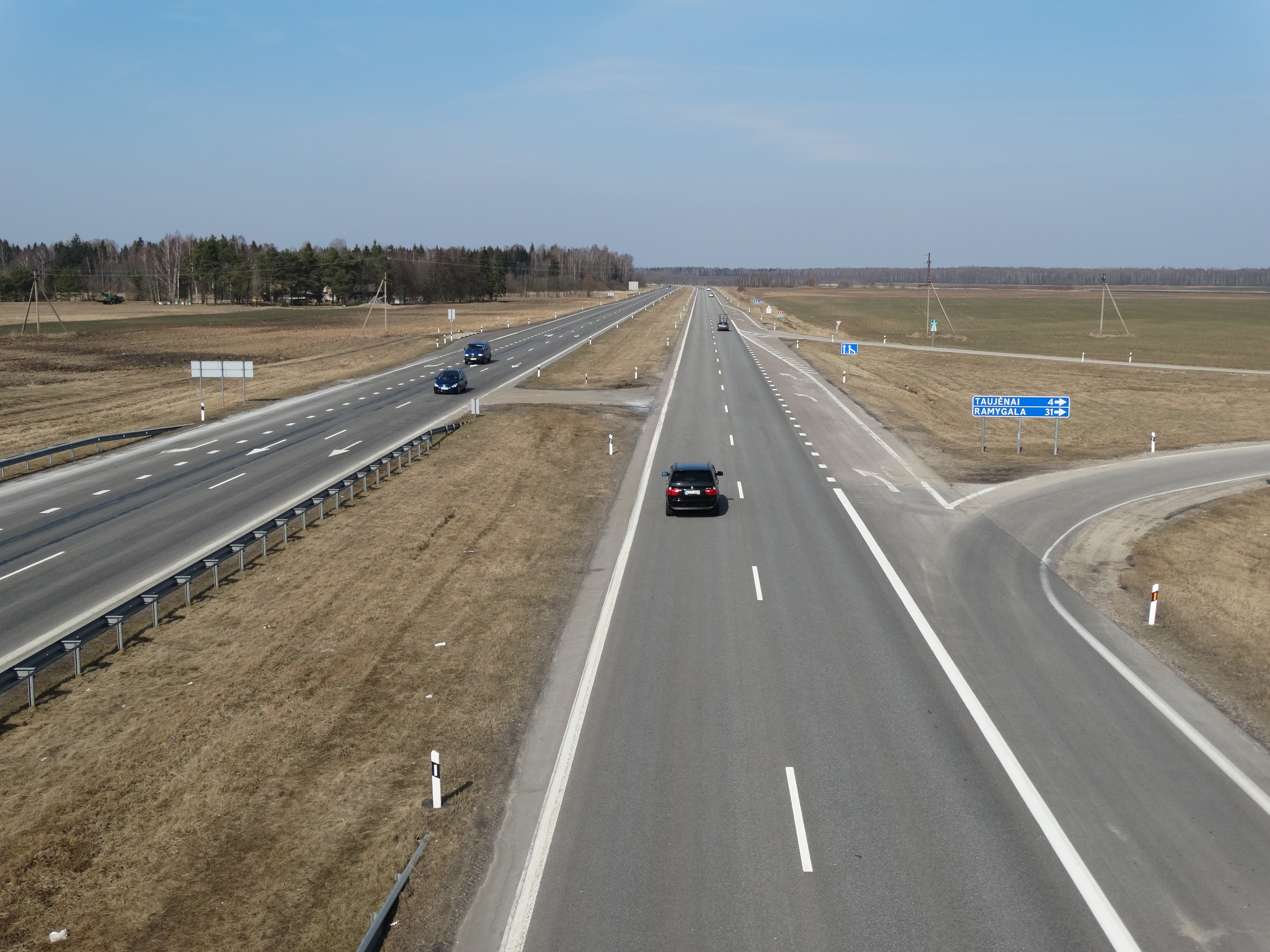
Dálnice A2 u městysu Taujėnai

### Dálnice

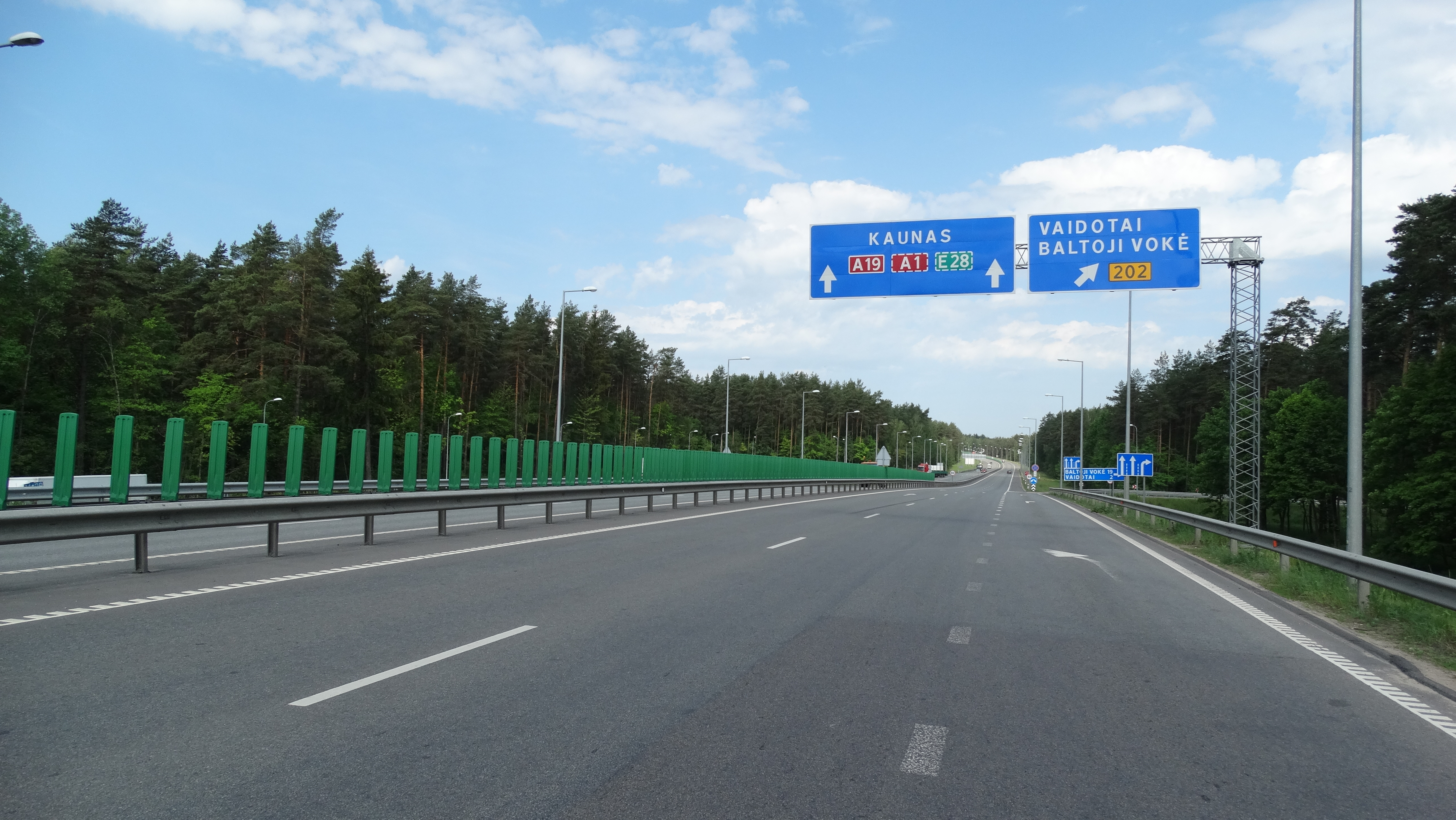
Dálnice A19 ve Vilniusu směrem na Kaunas

| Číslo  | Mapa   | Trasa                                                                      | Celková délka (km) |
| ------ | ------ | -------------------------------------------------------------------------- | ------------------ |
| A1-LT  | LT-A1  | Vilnius - Kaunas - Klaipėda                                                | 311,5              |
| A2-LT  | LT-A2  | Vilnius - Panevėžys                                                        | 136                |
| A3-LT  | LT-A3  | Vilnius - Savičiūnai - Bělorusko (Dálnice M7)                              | 34                 |
| A4-LT  | LT-A4  | Vilnius - Druskininkai - Bělorusko                                         | 134,5              |
| A5-LT  | LT-A5  | Kaunas - Marijampolė - Polsko (Rychlostní silnice S61)                     | 97                 |
| A6-LT  | LT-A6  | Kaunas - Utena - Lotyšsko (Dálnice A13)                                    | 185,5              |
| A7-LT  | LT-A7  | Marijampolė - Kybartai - Rusko (Kaliningradská oblast)                     | 42                 |
| A8-LT  | LT-A8  | Sitkūnai - Panevėžys                                                       | 88                 |
| A9-LT  | LT-A9  | Panevėžys - Šiauliai                                                       | 88                 |
| A10-LT | LT-A10 | Panevėžys - Pasvalys - Lotyšsko (Dálnice A7)                               | 66                 |
| A11-LT | LT-A11 | Šiauliai - Palanga                                                         | 147                |
| A12-LT | LT-A12 | Lotyšsko (Dálnice A8) - Šiauliai - Tauragė - Rusko (Kaliningradská oblast) | 187                |
| A13-LT | LT-A13 | Klaipėda - Palanga - Lotyšsko (Dálnice A11)                                | 45                 |
| A14-LT | LT-A14 | Vilnius - Utena                                                            | 95,5               |
| A15-LT | LT-A15 | Vilnius - Lyda - Bělorusko (Dálnice M11)                                   | 49                 |
| A16-LT | LT-A16 | Vilnius - Trakai - Marijampolė                                             | 137,5              |

### Okruhy a obchvaty
| Číslo  | Mapa   | Město      | Délka (km) |
| ------ | ------ | ---------- | ---------- |
| A17-LT | LT-A17 | Panevėžys  | 22         |
| A18-LT | LT-A18 | Šiauliai   | 17         |
|        | LT-A19 | Vilnius    | 8          |
|        | LT-A20 | Ukmergė    | 7,5        |
| A21-LT | LT-A21 | Šakininkai | 4          |

#### Návaznost dálnic
- A1: Vilnius: A14, A3, A15, A4, A16, A2; Kaunas: A6, A5, silnice č. 141, A5 (Sitkūnai); Kryžkalnis: A12; Klaipėda: A13, trajekt, silnice č. 141; délka: 311,4 km.
- A2: Vilnius: (viz A1); Ukmergė: A6; Panevėžys: A10, silnice č. 122, silnice č. 121, A8, obchvat A17 ( → A10), A9; délka: 135,9 km.
- A3: Vilnius: (viz A1), obchvat: silnice č. 106; → M7 (Bělorusko) –Minsk; délka: 34 km.
- A4: Vilnius: A16, obchvat: silnice č. 106; Merkinė: silnice č. 133 a č. 129; → [silnice P42] (Bělorusko) –Hrodna; délka: 134,5 km.
- A5: Kaunas: (viz A1), silnice č. 130, 140 a 141; Marijampolė: A16, A7, silnice č. 182; Kalvarija: silnice č. 131 → silnice č. 134 → Lazdijai, kde silnice č. 135 → Silnice 16 (Polsko) Ogrodniki-(Sejny)-Augustów, dále silnice č. 200 → Vištytis; → Silnice 8 (Polsko) –Suwałki-Varšava (-Náchod); délka: 97,1 km.
- A6: Kaunas: (viz A1); Ukmergė: A2, silnice č. 115; Utena: A14, silnice č. 118 a 111; Zarasai: silnice č. 117 a 102; → A13 (Lotyšsko) Daugavpils; délka: 185,4 km.
- A7: Marijampolė: (viz A5); Vilkaviškis: silnice č. 136, 138 a 185; Kybartai: silnice č. 186, → [silnice А-229] (Kaliningradská oblast) Kaliningrad; délka: 42,2 km.
- A8: Sitkūnai: A1; Vandžiogala: silnice č. 222; Panevėžys (Šilagalys): A2, obchvat A17; délka: 87,86 km.
- A9: Panevėžys (Nausodė): obchvat A17; Šeduva: silnice č. 144; Šiauliai: A12, A11; délka: 78,94 km.
- A10: Panevėžys (Ūta): obchvat A17; Pasvalys: silnice č. 205; Pajiešmeniai: silnice č. 125; → A7 (Lotyšsko) - Bauska - Riga; délka: 66,1 km.
- A11: Šiauliai (Noreikiai): obchvat A18; Kuršėnai: silnice č. 159 a 155; Pabalvė: silnice č. 194; Telšiai: silnice č. 160 a 161; Plungė: silnice č. 169, 164 a 166; Kartena: silnice č. 226; Kretinga: silnice č. 218, 216 a 168; Palanga: A13; délka: 146,85 km.
- A12: → A8 (Lotyšsko) Riga; Joniškis: silnice č. 153, 152 a 209; Šiauliai (Sutkūnai): obchvat A18, (střed města): A9, A11, (Aukštelkė): návrat obchvatu A18; Bubiai: silnice č. 215; Kelmė: silnice č. 157 a 158; Kryžkalnis: A1, silnice č. 197 - 196; Skaudvilė: silnice č. 198; Tauragė: silnice č. 164, 199 a 147; Pagėgiai (Mikytai): silnice č. 141; Panemunė: → [silnice А-216] (Kaliningradská oblast) Sovetsk-Tepliava (Gvardějsk); délka: 186,09 km.
- A13: Klaipėda (Jakai): A1, silnice č. 141 a 227, (Klemiškė I): silnice č. 217, (Ginduliai) → střed města; Kalnuvėnai/Kalotė: silnice č. 168; Palanga: A11; Būtingė → A11 (Lotyšsko) Liepāja; délka: 45,15 km.